# الجيش الشعبي الأردني
الجيش الشعبي ترجع نشأة الجيش الشعبي إلى عام 1950م، فقد أنشئ الحرس الوطني بهدف مساعدة القوات المسلحة من خلال تشكيل كتائب جديدة من المواطنين الذين يحملون أسلحة خفيفة، للدفاع عن أنفسهم في القرى الحدودية.
وفي سنة 1982 صدرت الإرادة الملكية بتشكيل الجيش الشعبي بهدف تسليح المواطنين، ورفع قدرتهم على مقاومة أي عدوان.
نص قانون الجيش الشعبي الصادر عام 1985م على أن الجيش الشعبي مسؤول عن الدفاع عن الوطن والدفاع عن استقلاله، وتحصين مدنه وقراه، وحماية خطوط القوات المسلحة والقيام بأعمال الدفاع المدني، وتأمين حراسة المرافق العامة، والتصدي لمقاومة إشاعات العدو.
ويتم تدريب المواطنين ضمن برنامج متكامل.

## قانون الجيش الشعبي
قانون الجيش الشعبي
نص القانون على إلزام الفئات التالية على الانتساب للجيش الشعبي:
- طلاب المرحلة الثانوية/ الصف الأول الثانوي.
- طلاب كليات المجتمع/ السنة الأولى.
- طلاب الجامعات السنة الثانية.
- المواطنون من سن 16-55.

## بعض انجازات الجيش الشعبي
ساهم الجيش الشعبي منذ نشأته في كثير من المهمات المدنية المتعلقة بالزراعة ومعسكرات العمل وعمليات الإنقاذ في أيام الكوارث؛ ففي مجال الزراعة شارك في خطة الوزارة الهادفة إلى الوصول إلى أردن أخضر عام 2000، وشارك في معسكرات الشباب الصيفية التي تنظمها وزارة الشباب، وفي برنامج السابلة، وجائزة سمو الأمير الحسن.